# Deltote amydrozona
Deltote amydrozona is een vlinder van de familie van de uilen (Noctuidae). De wetenschappelijke naam van deze soort is voor het eerst voorgesteld als Eustrotia amydrozona door George Francis Hampson in een publicatie uit 1910.
De soort komt voor in Kenia.